# Hilara vetula
Hilara vetula är en tvåvingeart som beskrevs av Frey 1952. Hilara vetula ingår i släktet Hilara och familjen dansflugor. Inga underarter finns listade i Catalogue of Life.